# Аполинара (Козенца)
Аполинара је насеље у Италији у округу Козенца, региону Калабрија.
Према процени из 2011. у насељу је живело 846 становника. Насеље се налази на надморској висини од 15 м.